# Croutoy
Croutoy és un municipi francès, situat al departament de l'Oise i a la regió dels Alts de França. L'any 2007 tenia 237 habitants.

## Demografia

### Població
El 2007 la població de fet de Croutoy era de 237 persones. Hi havia 81 famílies de les quals 16 eren unipersonals (12 homes vivint sols i 4 dones vivint soles), 24 parelles sense fills, 37 parelles amb fills i 4 famílies monoparentals amb fills.
La població ha evolucionat segons el següent gràfic:
Habitants censats

### Habitatges
El 2007 hi havia 98 habitatges, 85 eren l'habitatge principal de la família, 7 eren segones residències i 5 estaven desocupats. 97 eren cases i 1 era un apartament. Dels 85 habitatges principals, 60 estaven ocupats pels seus propietaris, 23 estaven llogats i ocupats pels llogaters i 2 estaven cedits a títol gratuït; 1 tenia dues cambres, 10 en tenien tres, 31 en tenien quatre i 44 en tenien cinc o més. 63 habitatges disposaven pel capbaix d'una plaça de pàrquing. A 31 habitatges hi havia un automòbil i a 49 n'hi havia dos o més.

### Piràmide de població
La piràmide de població per edats i sexe el 2009 era:
| Homes | Edats   | Dones |
| ----- | ------- | ----- |
| 0     | 95 o +  | 0     |
| 0     | 90 a 94 | 0     |
| 0     | 85 a 89 | 4     |
| 0     | 80 a 84 | 0     |
| 4     | 75 a 79 | 4     |
| 0     | 70 a 74 | 0     |
| 0     | 65 a 69 | 0     |
| 4     | 60 a 64 | 4     |
| 4     | 55 a 59 | 8     |
| 12    | 50 a 54 | 12    |
| 4     | 45 a 49 | 4     |
| 4     | 40 a 44 | 12    |
| 12    | 35 a 39 | 8     |
| 0     | 30 a 34 | 8     |
| 4     | 25 a 29 | 4     |
| 4     | 20 a 24 | 0     |
| 8     | 15 a 19 | 8     |
| 8     | 10 a 14 | 12    |
| 12    | 5 a 9   | 4     |
| 0     | 0 a 4   | 4     |

## Economia
El 2007 la població en edat de treballar era de 163 persones, 119 eren actives i 44 eren inactives. De les 119 persones actives 104 estaven ocupades (60 homes i 44 dones) i 15 estaven aturades (5 homes i 10 dones). De les 44 persones inactives 20 estaven jubilades, 7 estaven estudiant i 17 estaven classificades com a «altres inactius».

### Ingressos
El 2009 a Croutoy hi havia 82 unitats fiscals que integraven 216 persones, la mediana anual d'ingressos fiscals per persona era de 18.589,5 €.

### Activitats econòmiques
Dels 4 establiments que hi havia el 2007, 1 era d'una empresa de construcció, 1 d'una empresa de comerç i reparació d'automòbils, 1 d'una empresa d'hostatgeria i restauració i 1 d'una empresa immobiliària.
Dels 3 establiments de servei als particulars que hi havia el 2009, 1 era un paleta, 1 restaurant i 1 agència immobiliària.
L'any 2000 a Croutoy hi havia 3 explotacions agrícoles que ocupaven un total de 378 hectàrees.

## Equipaments sanitaris i escolars
El 2009 hi havia una escola elemental integrada dins d'un grup escolar amb les comunes properes formant una escola dispersa.

## Poblacions més properes
El següent diagrama mostra les poblacions més properes.